# John R. Cash
John R. Cash es el vigesimosegundo álbum del cantante country Johnny Cash lanzado en 1975 bajo el sello discográfico Columbia. El álbum, que consiste en covers de otros músicos, demuestra la habilidad de Cash de escoger música que no es de él y transformarla. La primera canción del álbum "My Old Kentucky Home" es la canción estatal de Kentucky, la canción "The Lady Came from Baltimore" junto con la canción anterior fueron lanzadas como singles publicitarios. Por su parte, la canción "Lonesome to the Bone" de Cash que había salido anteriormente en el álbum Ragged Old Flag, de 1974, haría otra aparición en el álbum Silver en 1979.
John R. Cash no le gustó a Cash, quien criticó el proceso de elaboración del CD y su resultado. Las pistas vocales e instrumentales del álbum fueron grabadas por separado y posteriormente mezcladas. El músico se juntó con los gerentes de CBS y le dijeron que era para recuperar el potencial perdido en las ventas. 

## Canciones
1. My Old Kentucky Home (Turpentine and Dandelion Wine) – 2:49
(Turpentine y Dandelion Wine)
2. Hard Times Comin' – 2:40
(Jack Routh)
3. The Lady Came from Baltimore – 2:43
(Tim Hardin)
4. Lonesome to the Bone – 2:34
(Cash)
5. The Night They Drove Old Dixie Down – 3:25
(Robbie Robertson)
6. Clean Your Own Tables – 3:36
(Chip Taylor)
7. Jesus Was Our Saviour and Cotton Was Our King – 2:46
(Billy Joe Shaver)
8. Reason to Believe – 2:08
(Tim Hardin)
9. Cocaine Carolina (con David Allan Coe) – 2:38
(David Allan Coe)
10. Smokey Factory Blues – 3:18
(Albert Hammond y Mike Hazelwood)

## Personal
- Johnny Cash - Vocalista
- Reggie Young - Guitarra
- Henry Strzelecki - Bajo
- Kenny Malone - Percusión
- Shane Keister - Teclado
- Teddy Irwin - Teclado
- David Allan Coe - Voz armónica
- Jackie Ward - Corista
- The Ron Hicklin Singers - Coristas
- Harry Bluestone - Cantramaestre de Cuerdas
- Frank DeCaro - Contratista
- Ron Tutt - Músico
- Reini Press - Músico
- David Foster - Músico
- Larry Muhoberac - Músico
- Ron Elliot - Músico
- Ry Cooder - Músico
- James Burton - Músico
- Russ Thelman - Músico
- Jerry Cole - Músico
- Victor Feldman - Músico
- Joe Porcaro - Músico
- Gene Estes - Músico
- Nick DeCaro - Músico
- Gene Cipriano - Músico

## Posición en listas
Canciones - Billboard (América del Norte)
| Año  | Canción                                                | Tabla             | Posición |
| ---- | ------------------------------------------------------ | ----------------- | -------- |
| 1974 | "The Lady Came from Baltimore"                         | Canciones Country | 14       |
| 1975 | "My Old Kentucky Home (Turpentine and Dandelion Wine)" | Canciones Country | 42       |